# Samurai Shodown V
Samurai Shodown V (ou somente SSV), conhecido como Samurai Spirits Zero (サムライスピリッツ零, Samurai Supirittsu Zero) no Japão, é o oitavo jogo da série de jogos de luta com espadas Samurai Shodown, desenvolvida pela Yuki Enterprise e publicada pela SNK Playmore. Ele foi um dos últimos jogos a serem lançados para Neo Geo. A versão japonesa original do jogo possui um grande espaço para o diálogo no modo de um jogador, mas todas essas cenas foram excluídas na versão do jogo para inglês. Sem surpresa, isto desagradou os fãs falantes de inglês. A versão caseira do jogo, lançada para Xbox, tem as tais cenas traduzidas para o inglês. O jogo também foi lançado para PlayStation 2, mas tal versão só tornou-se disponível no Japão e na Europa já que a SCEA não o aprovou.

## Desenvolvimento
Seguindo a revitalização da SNK após seu colapso em 2001, a companhia decidiu que valeria a pena reviver a série Samurai Shodown com um novo jogo. Como parte da reorganização deles, os trabalhos de desenvolvimento do jogo foram dados para a companhia relativamente desconhecida Yuki Enterprise, que tinha basicamente só criado jogos de simulação e de tabuleiro para a série Simple 2000 de PlayStation 2 no Japão, e que não tinha experiência em desenvolver jogos de luta. O anúncio disto causou considerável tumulto entre os fãs da série.
Apesar disto, a SNK conseguiu excitar os fãs quando anunciou que Nobuhiro Watsuki, o criador e autor da série Samurai X, foi contratado para fazer o design de alguns dos novos personagens, e eles foram gradualmente revelados por meio de silhuetas no site oficial, e vagarosamente foi mostrado o artwork oficial. Mais tarde, finalmente foi revelado que o jogo seria uma prequela para o resto da série, com a época que se passa sendo dois anos antes de Samurai Shodown, o primeiro jogo da série lançado. Isto criou seus próprios problemas com a linha cronológica da série.

## Jogabilidade
A jogabilidade teve uma modificação na velocidade, um pouco mais rápido que Samurai Shodown IV, e o sistema dos botões foi modificado novamente.
O sistema "Slash" / "Bust" dos jogos anteriores não tiveram lugar no jogo, fazendo com que cada personagem só possuísse somente uma forma. Com isso, formas alternativas de alguns personagens tornaram-se personagens originais em si (como Enja e Rera).

## Personagens
| - Haohmaru - Nakoruru - Rimururu - Hanzo Hattori - Galford D. Weller - Ukyo Tachibana - Kyoshiro Senryo - Genjuro Kibagami - Basara Kubikiri - Shizumaru Hisame - Gaira Caffeine - Jubei Yagyu - Charlotte Christine Colde - Tam Tam | - Kazuki Kazama - Sogetsu Kazama - Rasetsumaru - Rera - Enja - Suija - Yoshitora Tokugawa - Yunfei Liu - Mina Majikina - Kusaregedo Youkai - Poppy (secreta) - Yumeji Kurokouchi (não selecionável) - Sankuro Yorozu (não selecionável; mid-chefe) - Gaoh Kyougoku Hinowanokami (não selecionável; chefe) |

## Recepção na mídia
SS5 foi um sucesso modesto, apesar de não ter sido algo tão exclusivo a ponto de tornar-se um clássico. Apesar de os fãs terem gostado do fato de um novo jogo da série ter sido lançado, a jogabilidade falhou em atender os anseios e expectativas deles. Reclamações comuns geralmente giraram em torno da mal feita animação dos novos personagens e a remoção do sistema "Slash" / "Bust". Aqueles que estavam familiarizados com Samurai Shodown: Warriors Rage também notou que os "novos" personagens tenderam a ser uma versão mais fraca das formas "Bust" de tais personagens do SS:WR (Enja e Suija em particular). Por fim, o jogo é comumente visto como um competente, mas não excepcional, jogo de luta.